# ستيف هوارد (عالم اجتماع)
ستيف هوارد (بالإنجليزية: Steve Howard)‏ هو عالم اجتماع أمريكي، ولد في 21 مارس 1953 في بوسطن في الولايات المتحدة.